# Донецький метрополітен
Доне́цький метрополіте́н — запланований метрополітен, повільними темпами до 2010 року споруджувався у Донецьку, після велось лише незначне виділення коштів на відкачування води. Передбачалось[джерело?], що першою гілкою метро буде «Пролетарсько-Київська лінія», що буде складатися з 10 км залізничного полотна й комунікацій (4 км із яких на поверхні, 6 км — під землею), шести станцій, депо й інженерного корпусу — ділянка зв'яже центр міста з великим житловим масивом «Східний». Станом на 2012 рік об'єкт знаходився в занедбаному стані та частково затопленим. За деякими версіями, продовження будівництва на понівеченому застарілому обладнанні неможливе.

## Історія
Питання будівництва метрополітену в Донецьку порушувалося ще з 1970х років. За спогадами Олексія Кубишкіна, тодішній Перший секретар Донецького обкому Компартії України Володимир Дегтярьов висловлював упевненість у можливості будівництва метрополітену в Донецьку.
1976 року Аркадій Бабенков, який на той момент був завідувачем відділу будівництва міськкому партії в Донецьку, разом із директором "ПромбудНДІпроєкту" Є.В.Кюне та іншими фахівцями робив спроби переконати Держбуд СРСР у необхідності будівництва метро в Донецьку. Вони зверталися до вищих інстанцій із листами, наголошуючи на наявності відповідних фахівців і проєктних інститутів.
Проте спочатку їм відмовляли, посилаючись на відсутність аналогів у світовій практиці, де метрополітени будували на підроблюваних та схильних до виходу газу територіях. Держплан СРСР також заявив про нестачу коштів для реалізації проєкту, з огляду на паралельні будівництва метро в інших українських містах, таких як Київ, Харків і плани на будівництво в Дніпропетровську.
У вересні 1984 року в Інституті "Ленметрогипротранс" завершено техніко-економічне обгрунтування будівництва метро в Донецьку. В першу чергу чергу планувалося будівництво лінії довжиною 12 кілометрів, з північної частини міста до Пролетарського району, яка мало проходити через аеропорт, залізничний вокзал, центр міста. Умовні назви  станцій - "Совєтська", "Площа Леніна", "Краснооктябрьська", "Мушкетово".
Наприкінці вересня 1985 року Донецька філія "УкрвостокГІІНТІЗ" спільно з аналогічними інститутами Харкова, Дніпропетровська та інших міст закінчили попередні інженерно-геодезичні та гідрогеологічні вишукування траси першої черги метрополітену в Донецьку. У процесі вишукувань виявилося, що умови для будівництва метрополітену досить складні. Вони зумовлені насамперед тим, що траса буде проходити по виробках як діючих шахт, так і занедбаних, де є порожнечі, викликані провалами поверхні.
Крім того, по трасі зустрічаються пласти крутого залягання, ґрунтові води, агресивні щодо бетону тощо. Тому низку перегонів, а також станції планувалося виконати в чавунній обшивці. Ділянку річки Кальміус передбачалося прокласти насипом в огороджувальних конструкціях, причому річку під насипом укласти в спеціальний залізобетонний водовід великого перерізу.
Протягом 1988-1992 років інститутом "Київметропроєкт" Мінтрансбуду СРСР розроблявся проєкт Пролетарсько-Київської лінії метрополітену в Донецьку.
15 серпня 1991 року почалася проходка першого ствола Донецького метрополітену. Фінансує будівництво український уряд. Вперше в СРСР генеральним підрядником виступило не Міністерство транспортного будівництва СРСР, а комбінат "Донецькшахтобуд", який побудував шахти "Октябрська", імені О. О. Скочинського, "Південнодонбаська" № 1 і № 3, проводив реконструкцію багатьох інших шахт, будував будинки, школи, дошкільні заклади та багато інших об'єктів виробничої та соціальної інфраструктури.
1992 рік - початок спорудження вертикального ствола № 19 в заплаві річки Кальміус.
15 квітня 1992 року Донецька міська рада народних депутатів ухвалила рішення про відведення дирекції Донецького метрополітену земельних ділянок для будівництва об'єктів метро зі знесенням житлових будинків у Будьонівському, Пролетарському та Ворошиловському районах Донецька. Передбачалося не тільки тотальне перекроювання околиці міста - знесення будинків і будівель, будівництво нової школи та оранжерей, - а й істотні зміни в центрі міста.
Розпорядженням представника Президента України в Донецькій області від 18.08.93 № 492 затверджено проєкт будівництва першої черги метрополітену в м. Донецьку  (8 станцій, електродепо та інженерний корпус).
В подальшому трест "Донецькшахтобуд" напрацював великі борги, кредитори в судовому порядку вилучали зароблені кошти, і одне таке будівництво, як метрополітен, не могло врятувати трест, а той, своєю чергою, не міг забезпечити необхідні темпи будівництва. Тоді замовник - "Донецька дирекція споруджуваного метрополітену", розірвав контракт із трестом.
В 1997 році на базі ШБУ № 6 (шахтобудівельне управління № 6 - структурний підрозділ тресту "Донецькшахтобуд") було створено ТОВ "Донецькшахтометробуд". Нове підприємство використовувало обладнання ШБУ № 6 і № 13 тресту "Донецькшахтобуд", а також тресту "Донецькшахтопроходка".
12 січня 1998 року Державне підприємство «Донецька дирекція будівництва метрополітену» (замовник) уклало із ТОВ "Донецькшахтометробуд" (підрядник) контракт на будівництво об'єктів метрополітену у м. Донецьк. Визначено, що договірна ціна робіт, отриманих до виконання підрядником, складає 701 млн грн.
Лютий 2001 року - розпочалися роботи на останній зі станцій першого пускового комплексу споруджуваного метрополітену - "Політехнічний інститут". В державному бюджеті на 2001 рік не було передбачено фінансування будівництва донецького метро, Кабміном було направлено пропозицію розглянути питання передачі метро у власність місцевої ради.
Станом на 01.01.2002 р. на будівництво Донецького метрополітену витрачено близько 60 млн доларів США. Кошторисна вартість споруди, що зводиться складала 260-280 млн доларів США. На той момент для проходки міжстанційних тунелів і будівництва станцій метрополітену підготовлено 11 будівельних майданчиків і ще 6 перебували на стадії будівництва. Намічений строк запуску метро перенесено з 2000 на 2007 р. Проект стикнувся зі значним недофінансуванням. За словами Донецького міського голови Олександра Лук'янченка на будівництво необхідно 75 мільйонів гривень на рік, проте Донецький міськвиконком може виділяти лише один мільйон на рік, Київ дає шість мільйонів, а Укрреструктуризація - сім. Роботи велись під власні кредити, взяті в банку. Заборгованість із зарплати становить три місяці. За будівельно-монтажними роботами метробудівники заборгували близько чотирьох мільйонів гривень. Розглядається істотне зниження витрат, що забезпечують зменшення розмірів електродепо з 32 до 16 гектарів, зменшення розмірів інженерного корпусу з виносом трамвайної колії на Міськсаді та інженерних комунікацій, часткова заміна дороговартісної чавунної кріплення залізобетонним, скорочення кількості та здешевлення об'єктів спеціального призначення або додаткового влаштування, та інші заходи.
В березні 2003 року народний депутат України Володимир Рибак перерахував Донецькій дирекції будівництва метрополітену 1 млн гривень із коштів, що за його словами виділяються із держбюджету за статтею капітальне будівництво для вирішення регіональних проблем кожному народному депутату, обраному за мажоритарним округом, і запропонував те ж саме зробити іншим парламентарям, що представляли в Верховній Раді місто Донецьк.
Квітень 2003 року - будівельні роботи практично зупинені через недостатнє фінансування. Повідомлялось, що станція "Червоне містечко" у Будьонівському районі, єдина, де ведуться хоч якісь роботи. Але все робиться вручну. Електровози і прохідницькі машини зламані та іржавіють просто неба. Їх немає за що відремонтувати. Люди звільняються через те, що їм не платять зарплату. В червні будівельники донецького метро оголосили безстроковий страйк, оскільки 7 місяців будівництво не фінансується і люди не отримують зарплату. Призначені у 2002 році для донецького метро гроші з держбюджету так і не надійшли, а в бюджеті 2003 фінансування метробуду взагалі не враховано.
В тому ж 2003 році за завданням голови облдержадміністрації Анатолія Близнюка, Донецького міського голови Олександра Лук'янченка проектний інститут "Київметротунельпроект" розробив варіант здешевлення вартості будівництва метро. Замість шести станцій у першій пусковій черзі з'являться чотири, а в оздобленні станцій передбачено не мармур, а кахель або просту побілку.
2004 рік - за словами Донецького міського голови Олександра Лук'янченка на будівництві метро працюють 800 осіб. Ведуться роботи на станціях "Червона гірка", "Лівобережна", "Технічний університет", а також зводять інженерний корпус, електродепо та низку інших об'єктів. Для того, щоб роботи з будівництва метро проходили на повну силу, необхідно 50-70 мільйонів гривень. А сьогоднішнє (станом на 2004 рік) фінансування становить 12,5 мільйона гривень (11 мільйонів з державного бюджету і 1,5 мільйона гривень - з міського)". Будівельники дійшли до першої вузлової станції "Технічний університет". З цієї розвилки вони можуть вести лінії до залізничного вокзалу, а також у "спальний" район Текстильщик. Виконавчий комітет м. Донецька виділив 1,5 млн гривень на купівлю 87 квартир для відселення мешканців приватного сектора на місці будівництва метро. При цьому стикнулись із проблемою - не всі мешканці були згодні переїзджати із Ворошиловського району на околиці, а деякі - прописали у себе в будинках усіх своїх родичів (для отримання більшого житла).
2005 рік - продовжуються проблеми із фінансуванням проекту. В ухваленому Верховною Радою бюджеті-2005 фінансування будівництва метрополітенів взагалі не передбачено. З кінця 2004 року звільнились 250 досвідчених робітників, інженерів і техніків. На будівництві донецької підземки працює генпідрядне спеціалізоване підприємство "Донецькшахтометробуд" (чисельність працівників - 471 чол., працевлаштовані із закритих шахт і шахтобудівельних організацій); проєктні роботи виконують інститути - Укрметротунельпроєкт, ПромстройНДІпроєкт, Донбасбудовишукування; працює також науково-технічний центр "Метро Донецька" (Метродон) та ін. Постачання матеріалів для будівництва здійснюють заводи Донецька й області.
Розпорядженням Кабінету Міністрів України № 350-р від 19.08.2005 року затверджено Концепцію Державної програми будівництва та розвитку мережі метрополітенів на 2005-2010 роки. Із державного бюджета виділено 15 млн гривень на фінансування будівництва метро в Донецьку, при цьому тільки на підтримку пройдених уже виробок потрібно 20 млн гривень.
У 2006 році Рахунковою Палатою України проведено аналіз використання коштів державного бюджету на будівництво метрополітену в містах Києві, Харкові, Дніпропетровську та Донецьку, яким зокрема встановлено:
- У м. Донецьк у 2003-2005 роках на будівництво метрополітену з державного бюджету виділено та фактично поступило 26,9 млн гривень.
- Кошти субвенцій з державного бюджету надходили до головних розпорядників із затримками до двох місяців, що призвело до ускладнення процесу освоєння отриманих коштів, несвоєчасного виконання будівельно-монтажних робіт, несвоєчасної виплати заробітної плати та сплати обов'язкових платежів до бюджету.
- Виділення коштів на будівництво метрополітену проводиться без урахування реальних потреб, оскільки навіть за умови щорічного фінансування будівництва в розмірі 50 млн грн. (визначено потребою за попередні роки), метрополітен в м. Донецьку може бути побудовано лише через 13 років, що переводить будівництво в розряд довгобудів та призводить до його подорожчання.
- Після уточнення техніко-економічних рішень по проекту, перерахована в цінах 2005 року кошторисна вартість склала 2 млрд. 387,1 млн грн., і, порівняно із 1998 роком, зросла майже втричі.
- Витрати на проектні та будівельно-монтажні роботи по консервації об'єктів становитимуть 6,9 млн грн., крім того, витрати на щорічне утримання законсервованих об'єктів становлять 8 млн. 518 тис. грн. з розрахунку на рік. Орієнтовна вартість робіт з повної ліквідації будівництва метрополітену майже дорівнює вартості виконаних будівельно-монтажних робіт - 152 млн гривень.
- Будівництво метрополітену в м. Донецьк, здійснюється за відсутності регіональної Програми розвитку метрополітену, визначених планових завдань та відповідального за їх виконання. Це призвело до того, що протягом 15 років жодний об'єкт не введено в експлуатацію. Замість будівництва метрополітену державні кошти у сумі 8,5 млн грн. щорічно спрямовуються на обслуговуючі процеси та підтримання недобудованих об'єктів. Таким чином, витрачені на будівництво кошти державного бюджету, у загальній сумі 87,4 млн грн., використано неефективно.[29]

Проєкт першої гілки метрополітену (2009 рік)

У 2008 році на будівництво Донецького метрополітену виділена рекордна сума - близько 100 млн гривень. З'єднано тунелем дві станції: "Мушкетівська" і "Червоне містечко".
Розпорядженням Кабінету Міністрів України № 1102-р від 20 серпня 2008 року затверджено проєкт будівництва  першої черги Пролетарсько-Київської лінії метрополітену в м. Донецьку від станції "Пролетарська" до станції "Білий  лебідь" з електродепо "Пролетарське", розроблений державним підприємством "Проектний інститут "Укрметротунельпроект" та рекомендований до затвердження Центральною службою Укрдержінвестекспертизи Мінрегіонбуду.
13 січня 2009 року будівельні роботи було припинено, і з того моменту будівництво не поновлювалось. ТОВ "Донецькшахтометробуд" отримало лист від ДП "Донецька дирекція будівництва метрополітену", в якому повідомлялось про призупинення будівельно-монтажних робіт, оскільки у замовника не було грошей на оплату. Від підрядника вимагалось  виконувати охорону об'єктів, які вже збудовані, і забезпечити їх безпечний стан. А саме: проводити відкачування води, провітрювання підземних виробок, спостереження за станом цих виробок.
З того часу об'єкти будівництва Донецького метрополітену знаходяться у фактичній сухій консервації. Декілька разів будівництву загрожувало повне затоплення через те, що вимикались насоси із-за відключення електроенергії за борги або працівники не виходили на роботу у зв'язку із невиплатою зарплати.
Розпорядженням Кабінету Міністрів України № 422-р від 08 квітня 2009 року затверджено титул будови першої черги Пролетарсько-Київської лінії метрополітену в м. Донецьку. Генеральними проектними організаціями вказано державне підприємство "Проектний інститут "Укрметротунельпроект" та ВАТ "Харківметропроект", генеральними підрядниками - ТОВ "Донецькшахтометробуд", ТОВ "Треналофф-траст".
Початок 2010 року: у ТОВ "Донецькшахтометробуд" масово звільняються працівники, плануються подальші скорочення, залишаються лише ті, хто забезпечує безпеку об'єкта: люди для відкачування води, вентиляції та слюсарі, всього - 277 працівники (станом на 20.01.2010 р.)
29 листопада 2011 року Міністерство інфраструктури відмовилось від підземного метро в Донецьку, планувалось законсервувати підземні виробки. Перевага була надана проєктам із наземного метрополітену, взявши за взірець Дубайський метрополітен.
28 грудня 2011 року Кабінетом Міністрів України схвалено Концепцію Державної цільової програми будівництва та розвитку мережі метрополітенів на період до 2020 року, якою зокрема передбачалось продовжити спорудження Пролетарсько-Київської лінії метрополітену, переглянувши послідовність будівництва та введення в експлуатацію її дільниць, здійснивши коригування проектно-кошторисної документації та визначивши першим пусковим комплексом лінії дільницю протяжністю 13,8 кілометра від станції “Політехнічний інститут” до станції “Міжнародний аеропорт “Донецьк” з електродепо “Жовтневе” та інженерним корпусом (строк завершення будівництва - 2020 рік), а другим пусковим комплексом - дільницю протяжністю 9,2 кілометра від станції “Політехнічний інститут” до станції “Пролетарська” з електродепо “Пролетарське”.

Однак, профільне міністерство інфраструктури України подальшу ідею будівництва підземного метрополітену України не підтримувало. Чинний на той момент міністр Борис Колесніков стверджував:
"Немає сенсу вести метро під землю, адже у 2,5 рази дешевше вести відкритим способом. По суті справи за 1 км підземного метро можна побудувати 3 км наземного. Тобто, будь-який мільйонник сьогодні може використовувати цей досвід"
4 лютого 2013 року губернатор Донецької області Андрій Шишацький висловився за повне закриття проєкту у зв'язку із фінансовими труднощами. Дану точку зору підримав голова комітету Верховної Ради з транспорту і зв'язку Борис Колесніков, додавши, що проєкт будівництва підземного метрополітену в Донецьку на сьогодні втратив свій логістичний сенс. Міністерство інфраструктури працює над проектом будівництва наземного метро в Донецьку, продовжувати ж будівництво підземних тунелів для цього виду транспорту безперспективно.
Після початку Війни на сході України у 2014 році роботи із будівництва метрополітену не ведуться. За окремими повідомленнями представників окупаційної адміністрації РФ в окупованій Донецькій області, продовжується відкачування води і вентилювання стволів. Виражаються протилежні одне одному плани щодо ліквідації або продовження будівництва метро в Донецьку.

## Результати будівництва
На момент припинення будівельних робіт у 2009 році перша черга Пролетарсько-Київської лінії Донецького метрополітену була готова на 25 %.
За весь період будівництва (1991-2009 роки) відселено 90 сімей, які мешкають в індивідуальних будинках по трасі метро з наданням комфортабельного житла, знесено споруди на місці будівельних майданчиків, підготовлено 11 будівельно-технологічних майданчиків, пройдено 4 стовбури різного призначення, збудовано адміністративно-побутовий комплекс, а також майстерні для ведення робіт на об'єктах метро.
Від станції "Червоне містечко" в бік ст. "Мушкетівська" пройдено 1560 м правого міжстанційного тунелю за допомогою унікального прохідницького комплексу КТ-5,6 Е 22 і 536 м лівого тунелю із застосуванням 98 механізованого тюбінгоукладача КМ-14ТУ-1ИГП.
СТП (станційна тягова підстанція) № 20 - Ворошиловський район (початок Пролетарської лінії). На СТП № 20 пройдено стовбур діаметром 8 м, глибиною 50 м, проведено тампонаж стовбура цементно-піщаним розчином.
СТП № 19 - Ворошиловський район (Пролетарська лінія). Пройдено стовбур діаметром 8,5 м, глибиною 39 м, стовбур оснащено клітьовим підйомом, від стовбура пройдено вантажну і порожнякову гілки, з'єднані між собою обхідною виробкою, пройдено підземний склад ВМ.
СТП № 18 - Будьонівський район. Пройдено стовбур діаметром 8 м, глибиною 35 м, пройдено вантажну і порожнякову гілки стовбура, з'єднані між собою обхідною виробкою, пройдено вентиляційний ходок із виходом на станційний тунель, стовбур обладнано бадьєвим підйомом.
СТП № 14 (Пролетарська лінія) - Будьонівський район. Побудовано монтажно-щитову камеру. Розпочато проходку двох перегінних тунелів: 1. Правий перегінний тунель (довжина 220 м) проходився щитовим комплексом КТ-6.2 (виробництво Ясинуватського машинобудівного заводу). Комплекс перебуває в неробочому стані. Тунель закріплений залізобетонними тюбінгами, диметр тунелю 5,2 м. 2. Лівий станційний тунель (довжина 870 м) пройдено за допомогою БВР і тюбінгоукладача ТУ-1ГП до підземної станції "Мушкетівська". Тунель закріплений залізобетонними тюбінгами, діаметр тунелю 5,2 м. Наразі пройдено монтажну камеру для тубінгоукладача ТУ-2ГП діаметром 8,5 м, кріплення - монолітний залізобетон, змонтовано прохідницький тубінгоукладач, довжина монтажної камери - 11 м.
Проведено роботи з будівництва лівого станційного тунелю під земною станцією "Мушкетівська": пройдено 25 м, діаметр станційного тунелю - 7,5 м, кріплення - залізобетонні тюбінги. З лівого станційного тунелю пройдено камеру постійного водовідливу (ОВУ-15) перетином 48 кв. м, кріплення - монолітний залізобетон, вісь камери розташована під кутом 900 градусів до осі лівого перегінного тунелю.
Весь описаний комплекс будівельних робіт передбачав введення в експлуатацію 1-ї лінії Донецького метрополітену. В орбіту будівництва були залучені десятки підприємств і організацій різного профілю м. Донецька та його області. Безпосередньо на будівництві Донецького метрополітену було зайнято до 850 робітників і 150 осіб - інженерно-технічного персоналу.

## Можлива техногенна небезпека недобудованого метрополітену
В аналітичних матеріалах Міністерства транспорту та зв’язку України від 17.08.2005 р. стверджується, що існують п’ять потенційно небезпечних об’єктів незавершеного будівництва метрополітену.
Котлован станції „Червоне містечко” глибиною 14 метрів, довжиною 65 і шириною 23 метри, споруджений у 1998 році, який за умови кріплення монолітним залізобетоном і анкерами має нормативний термін служби 4 роки. У випадку обвалу котловану зруйнуються житлові будинки, що знаходяться в безпосередній близькості, залишиться під землею у вибої правого перегінного тунелю прохідницький комплекс КТ-5,6 Е22 вартістю 6,3 млн грн. Крім того, у випадку обвалення порід покрівлі вибою лівого перегінного тунелю, розташованого безпосередньо під трамвайною лінією та адміністративно-побутовим корпусом заводу „Кольормет” і на відстані менш 100 метрів від резерву Мушкетівського водопровідного вузла, зруйнуються ці споруди.
Затоплення недобудованих підземних виробок спричинить підняття рівня ґрунтових вод і підтоплення прилеглих  територій.
Аналогічна ситуація може створитись в місцях розташування вертикальних стволів №№ 18, 19, 20, 21 у зоні впливу яких знаходяться коксохімічний цех № 2 Донецького металургійного заводу, газопроводи середнього тиску, житлові будинки по вулицях Краснооктябрьська, Челюскинців, Горького, Полеглих Комунарів, Дзержинського, бульвару Пушкіна та інших.
На станції "Пролетарська" можливий вимив суглинків зі стін котловану, що спричинить їх обвал і, як наслідок, руйнування двох вулиць.

## Лінії
Проєктом передбачалося побудувати три окремі лінії й близько 50 станцій:
- Пролетарсько-Київська лінія
  - опис: лінія Донецького метрополітену, що будується. Будівництво розпочато 1993 року. Передбачалося, що перша гілка метрополітену складатиметься з 10 км залізничного полотна й комунікацій (4 км із яких на поверхні, 6 км — під землею), 6 станцій, депо й інженерного корпусу — ділянка з'єднає центр міста з великим житловим масивом «Східний».
  - довжина 21 км,
  - 2 електродепо,
  - 15 станцій
- Петровсько-Червоногвардійська лінія
  - довжина 25 км,
  - 17 станцій
- Гірняцько-Макіївська лінія
  - довжина 20 км,
  - 15 станцій

Дві останні лінії повинні були з'єднати Донецьк з Макіївкою.

## Станції
- У Будьонновскому районі будувалися станції: «Лівобережна», «Мушкетівська», «Червоне містечко»
- У Ворошиловському районі — станція «Політехнічний інститут»; планувалися станції: «Площа імені Леніна», «Білий Лебідь», «Паркова».
- У Калінінському районі планувалися станції: «Калінінська», «Проспект Ілліча», «Донецьк-2», «Проспект Миру», «Шахтобудівна», «Швидкісне шосе».
- У Київському районі планувалися станції: «ДОНВУГІ», «Шахтарська», «Вєтковські ставки», «Вокзальна».
- У Кіровському районі планувалися станції: «Маріупольська», «Кіровська», «Площа Свободи», «Озерна», «Текстильник», «Рутченково».
- У Куйбишевському районі планувалися станції: «Академічна», «Площа 26-ти Бакинських комісарів», «Коксохімзавод», «Вулиця Олімпієва», «Жовтнева».
- У Ленінському районі планувалися станції: «Спортивна», «Куйбишевська», «Завод Машинобудівник», «Одеська», «Південна».
- У Петровському районі планувалися станції: «Шахта № 29», «Петрівка», «Площа Перемоги».
- У Пролетарському районі будувалися станції відкритого типу[50]: «Чумаківська», «Пролетарська»; планувалися станції (відповідно до плану від 1997 року): «Східна», «Донська сторона».

## Проєкт наземного метрополітену (з 2010 року)
До Євро-2012 між Макіївкою та «Донбас-Ареною» планувалося побудувати міні-метро — наземну естакаду від «Донбас-Арени» до парку «Піонерський» завдовжки 14 км.
19 квітня 2012 року Державна адміністрація залізничного транспорту України («Укрзалізниця») почала роботу над проєктом Донецького метрополітену, який будуватиметься відкритим способом. Міністр інфраструктури України наголосив, що обраний наземний спосіб будівництва метро через значну економію коштів, за приклад взято Дубайський метрополітен. Проєкт метрополітену планувалося реалізувати не пізніше 2013 року, а відкрити першу лінію — не пізніше грудня 2014 року.